# Таня Савичева
Татяна Николаевна Савичева (на руски: Татья́на Никола́евна Са́вичева) е ученичка от Ленинград, живяла по време на 900-дневната блокада на Ленинград по време на Втората световна война. Тя започва да води дневник по време на блокадата в тетрадка, оставена от нейната сестра. В този дневник има само 9 листа, като на 6 от тях са датите на смъртта на нейните близки роднини. Днес този дневник е изложен в Историческия музей на Ленинград, а негово копие е изложено в параклиса на Пискарьовското мемориално гробище в Санкт Петербург. На 31 май 1981 година на Шатковското гробище е издигнат паметник – мраморен надгробен камък и бронзов барелеф на Таня. В нейна памет, на нейно име е кръстен астероид – Таня 2127.

## Кратка биография
Родена на 23 януари 1930 г. Таня е най-малкото дете в семейството на хлебар и шивачка. Нейният баща умира, когато Таня е на шест години, оставяйки майка ѝ Мария с пет деца – три момичета, Таня, Женя (Евгения) и Нина и две момчета, Михаил и Льока (Леонид).
Семейството планира да прекара лятото на 1941 г. в провинцията, но германската инвазия в Съветския съюз на 22 юни разстройва техните планове. Всички с изключение на Михаил (Миша), който вече е напуснал, решават да останат в Ленинград. Всеки от тях работи за подкрепа на армията и защита на родината си: Мария шие униформи, Льока работи като плановик в Адмиралтейството, Женя – в завод за боеприпаси, Нина – в изграждането на градски укрепления, а двамата чичовци, чичо Вася и чичо Льоша, служат в противосамолетната отбрана. Таня, която по това време е на 11 години, копае окопи.
Един ден Нина отива на работа и никога не се връща, тя е изпратена на Ладожкото езеро и след това спешно евакуирана. Семейството не знае за това, защото комуникациите са изключително затруднени, а и по това време има въздушни бомбардировки, затова я считат за починала.

## Дневникът на Таня Савичева

### Произход
След няколко дни, в памет на Нина, майка ѝ Мария Игнатиевна дава на Таня малък бележник, който е принадлежал на сестра ѝ, и това става по-късно дневникът на Таня. Таня има истински дневник, дебела тетрадка, където записва всичко важно в живота си, но го изгаря, когато нищо друго не остава, за да се пали печката през зимата, поради студа и липсата на провизии, храна и отопление заради войната, но тя пощадява бележника на сестра си.